# Hålltjärnarna, Ångermanland
Hålltjärnarna är en sjö i Strömsunds kommun i Ångermanland och ingår i Ångermanälvens huvudavrinningsområde.